# Thịt viên

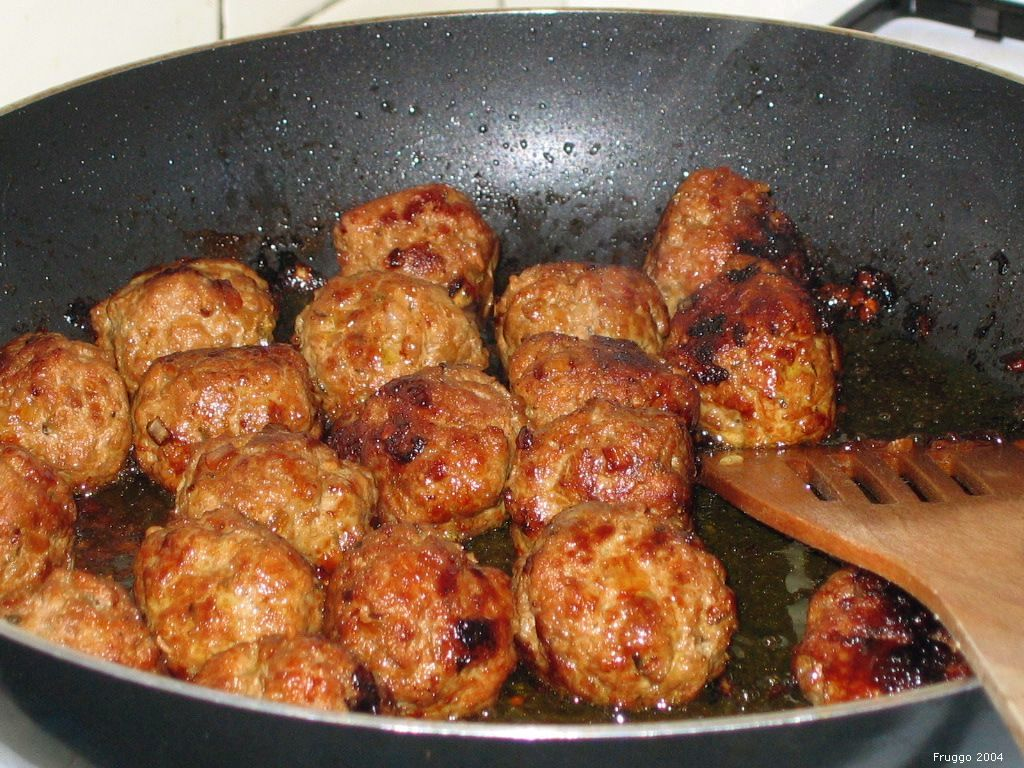
Món thịt viên đã được chế biến.

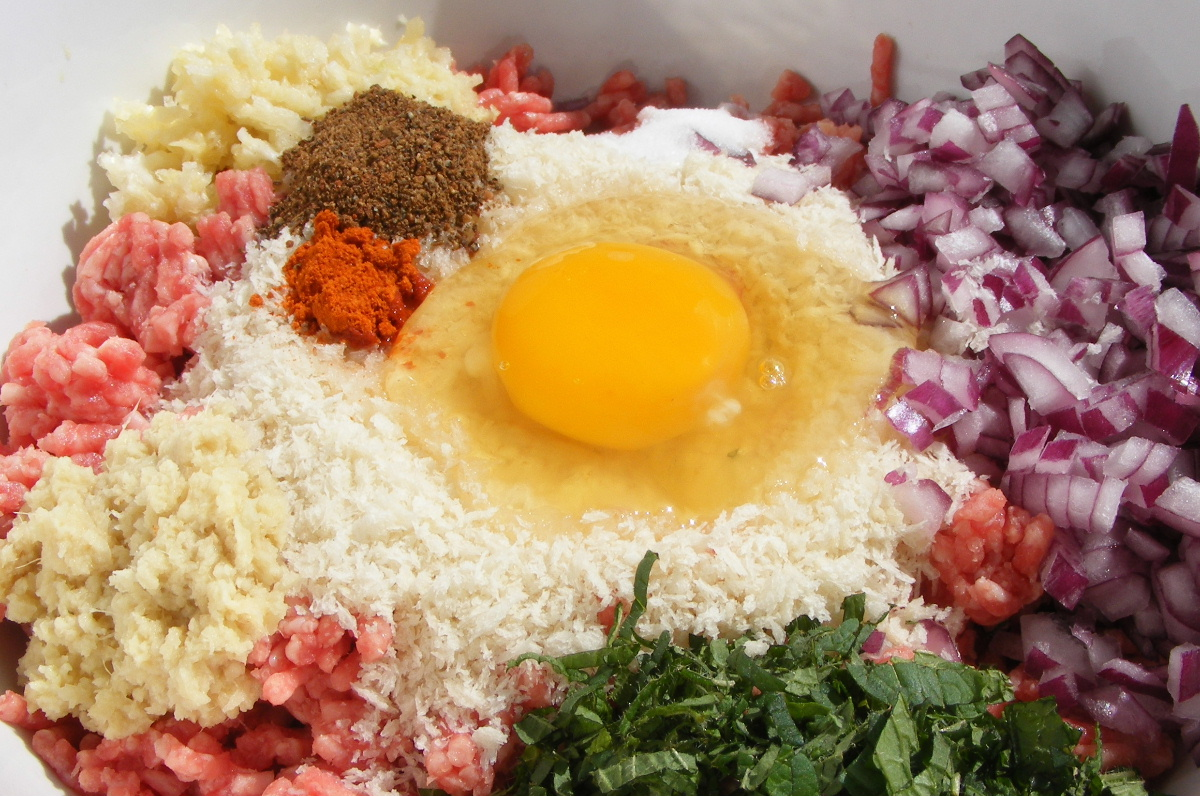
Các thành phần thường làm nên thịt viên, như thịt, trứng, hành tây, vụn bánh mì, tỏi,...

Thịt viên là một món ăn được làm từ một số lượng  thịt (thường là thịt băm hay thịt xay) cuộn thành một quả bóng nhỏ, đôi khi cùng với các thành phần khác, chẳng hạn như vụn bánh mì, hành tây băm nhỏ, gia vị, và có thể trứng, bột mì.  Thịt viên thường được chuẩn bị và cán bằng tay, và được nấu chín bằng cách rán, nướng, hấp, hoặc hầm với sốt.
Có rất nhiều loại công thức nấu thịt viên sử dụng các loại thịt và gia vị khác nhau, các phương pháp chuẩn bị khác nhau, và tùy theo loại thịt hay nhân mà chúng có thể được gọi là thịt bò viên,  thịt heo viên, thịt gà viên,... Thuật ngữ này đôi khi được mở rộng thành các phiên bản khác không có thịt mà sử dụng nguyên liệu rau hoặc cá; như là cá viên.
Từ xưa, Apicius, một sách dạy nấu ăn La Mã cổ đại đã bao gồm nhiều loại công thức nấu ăn thịt viên.  Một số sách dạy nấu ăn Ả Rập cổ, mà được biết đến sớm nhất, có công thức món ăn thịt cừu tẩm ướp và cuộn thành những quả bóng màu cam và tô bóng với lòng đỏ trứng và đôi khi nghệ tây. Phương pháp này đã được du nhập vào phương Tây và được gọi là "bọc vàng". Nhiều biến thể tồn tại trong khu vực, đáng chú ý trong số đó có độ lớn bất thường là Tebriz koftesi ở Tabriz tại Iran, có đường kính trung bình 20 cm.
Công thức món ăn "Tứ hỉ hoàn tử" (四喜 丸子) hay là "Sư tử đầu" (狮子头, đầu sư tử) của Trung Quốc có nguồn gốc từ ẩm thực vùng Sơn Đông, mà lịch sử có thể đã có từ thời nhà Tần (221 TCN đến 207 TCN). Cũng có thông tin khác cho biết món đầu sư tử này có nguồn gốc ở Dương Châu và Trấn Giang, đã nổi tiếng từ cuối triều đại nhà Thanh và đã trở thành một phần của ẩm thực Thượng Hải với làn sóng di cư vào thế kỷ 19 và đầu thế kỷ 20.

## Thịt viên trên thế giới

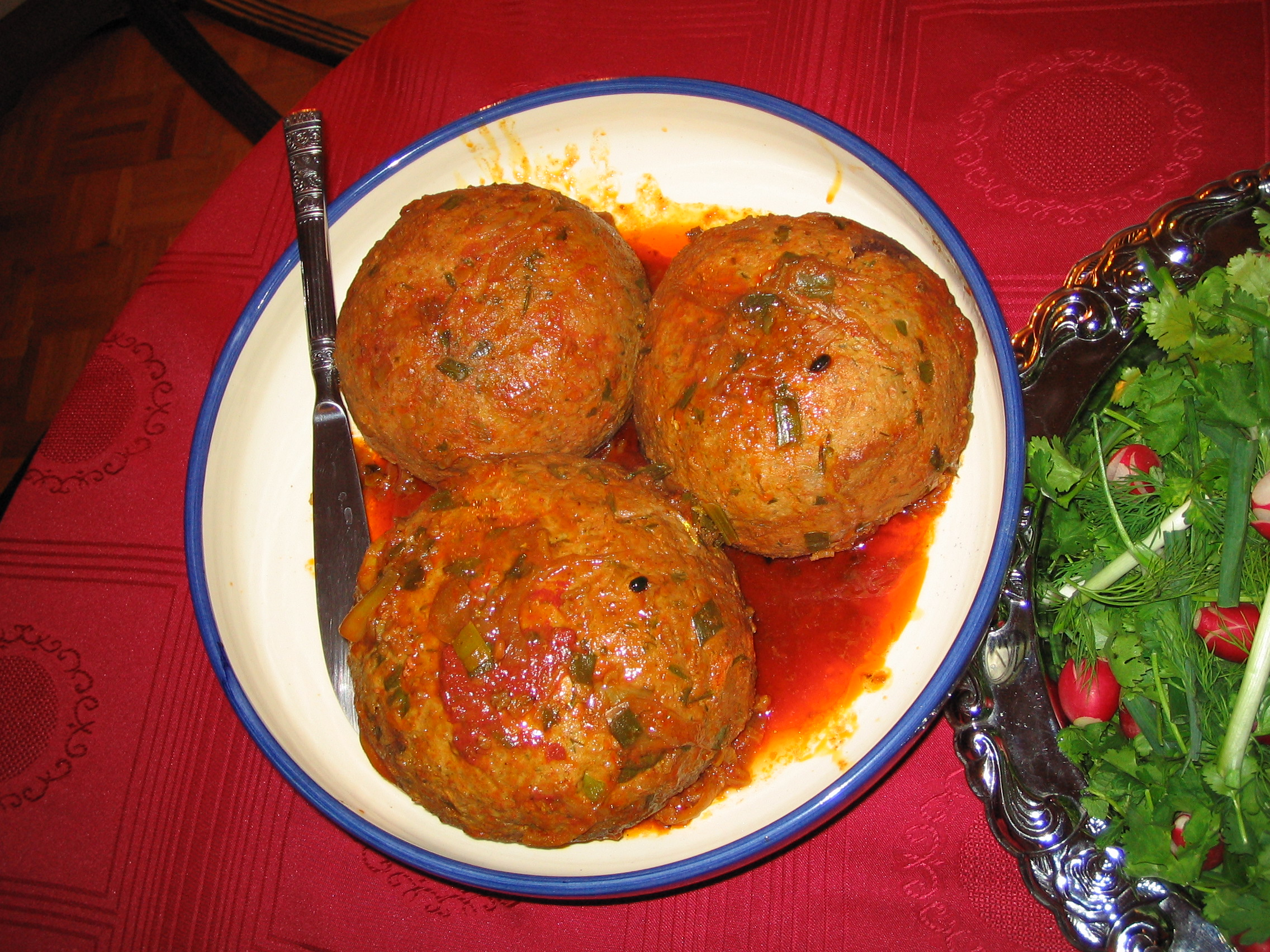
Kofta (Kufteh Tabrizi)

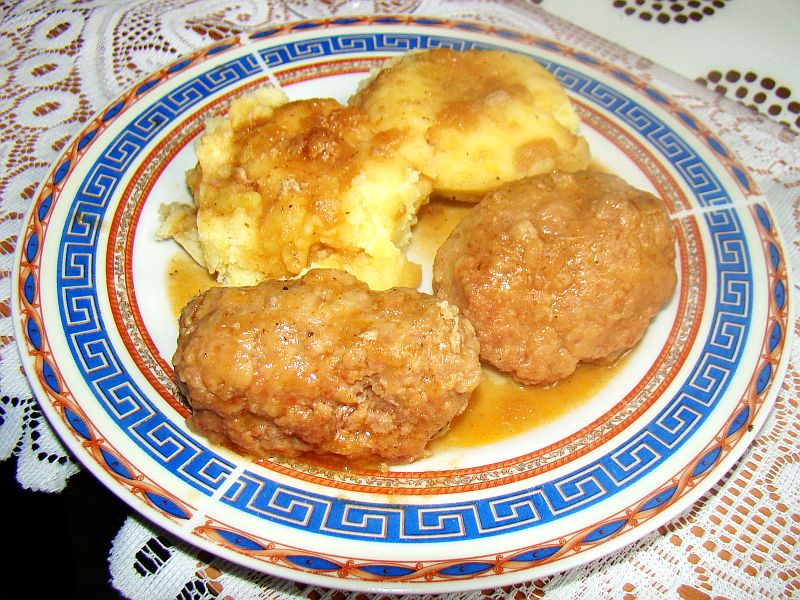
Klopsy với khoai tây nghiền tại Ba Lan

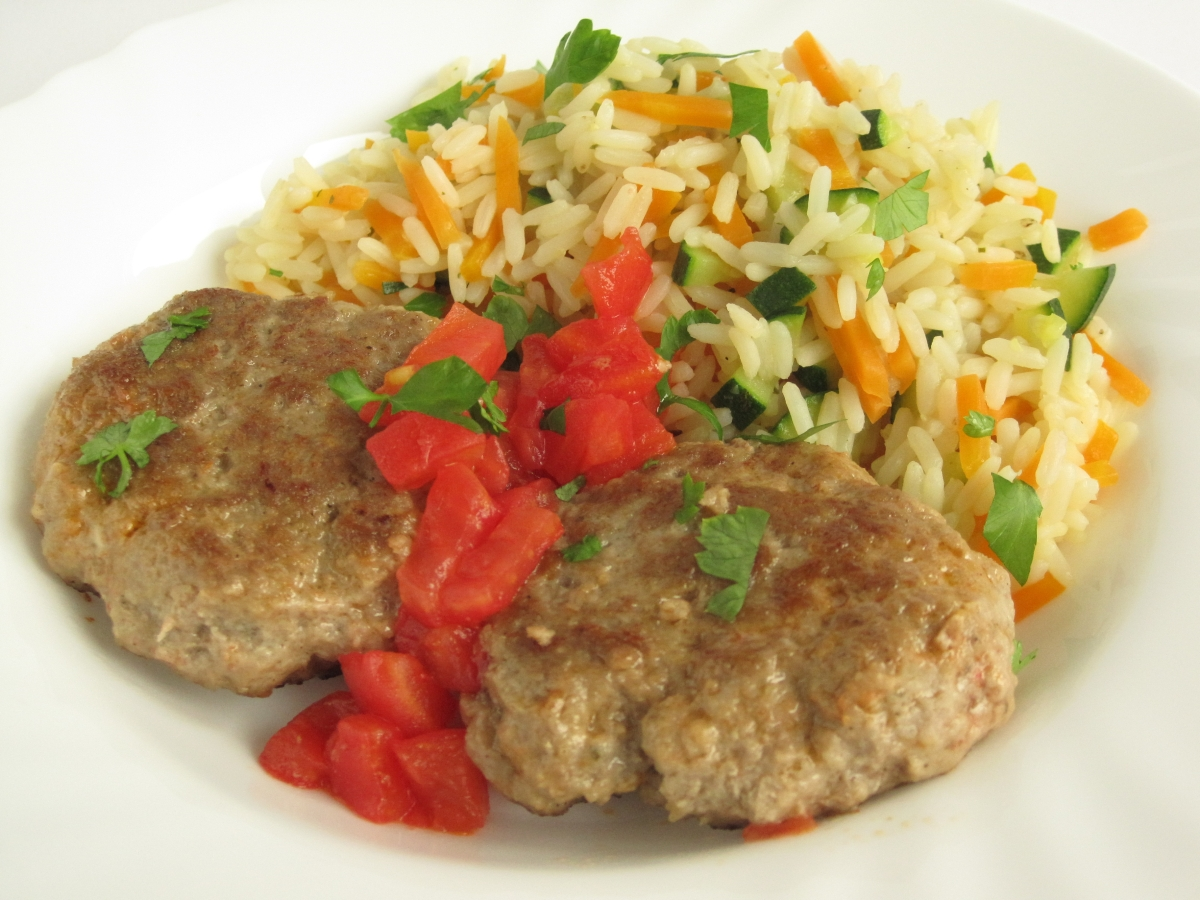
Frikadelle và cơm ở Đức

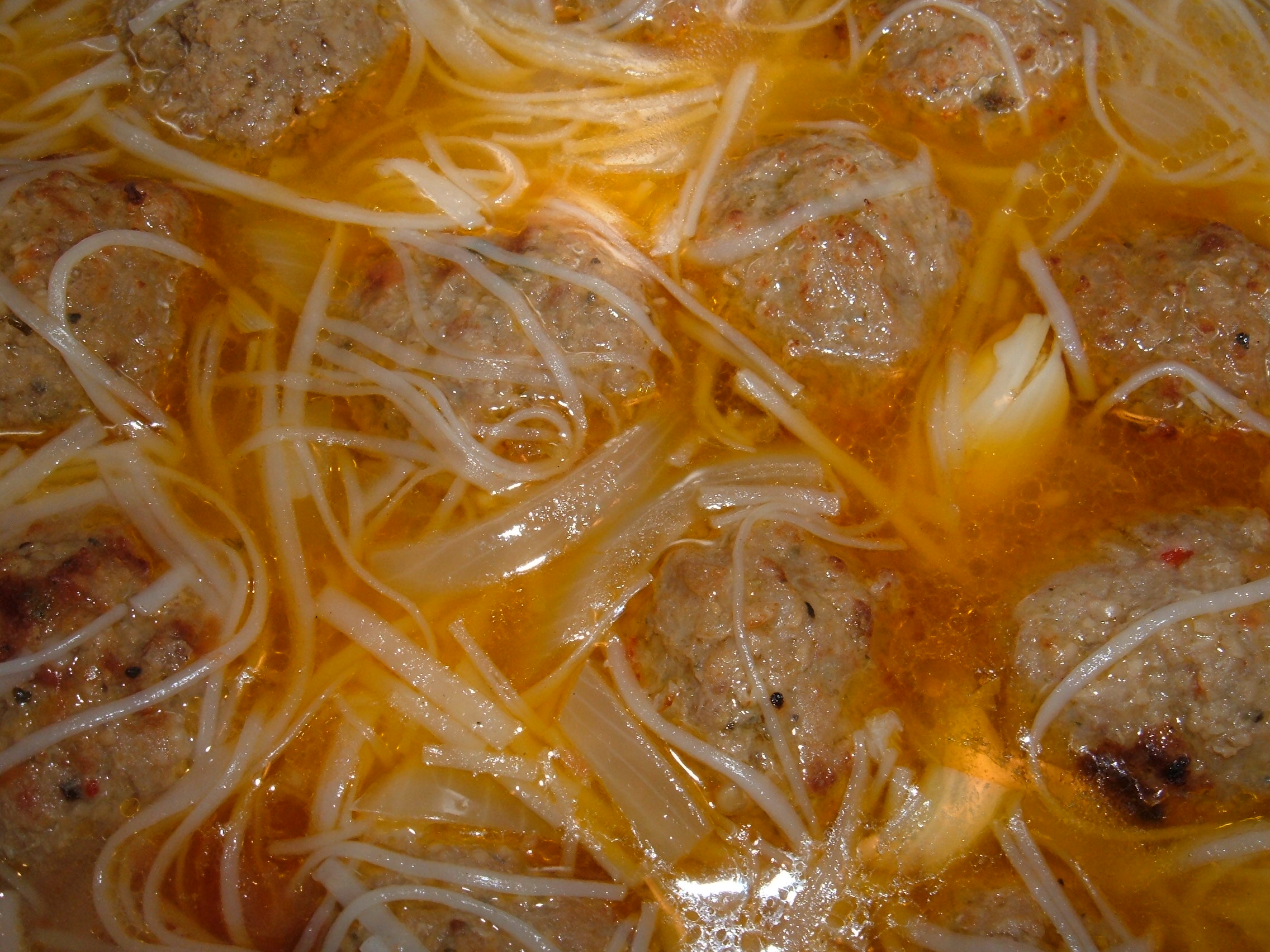
Almondigas ở Philippines

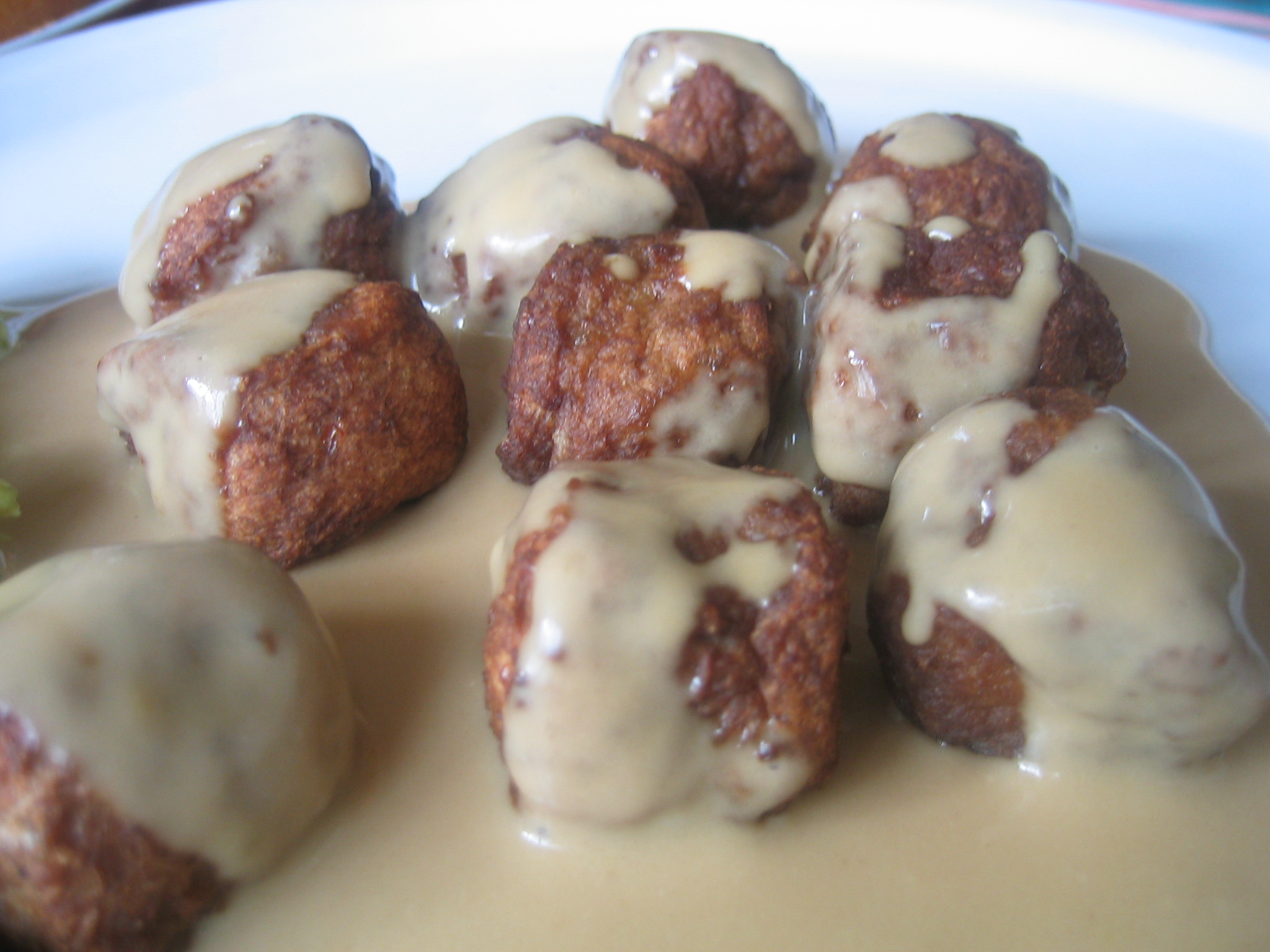
köttbullar với sốt của Thụy Điển

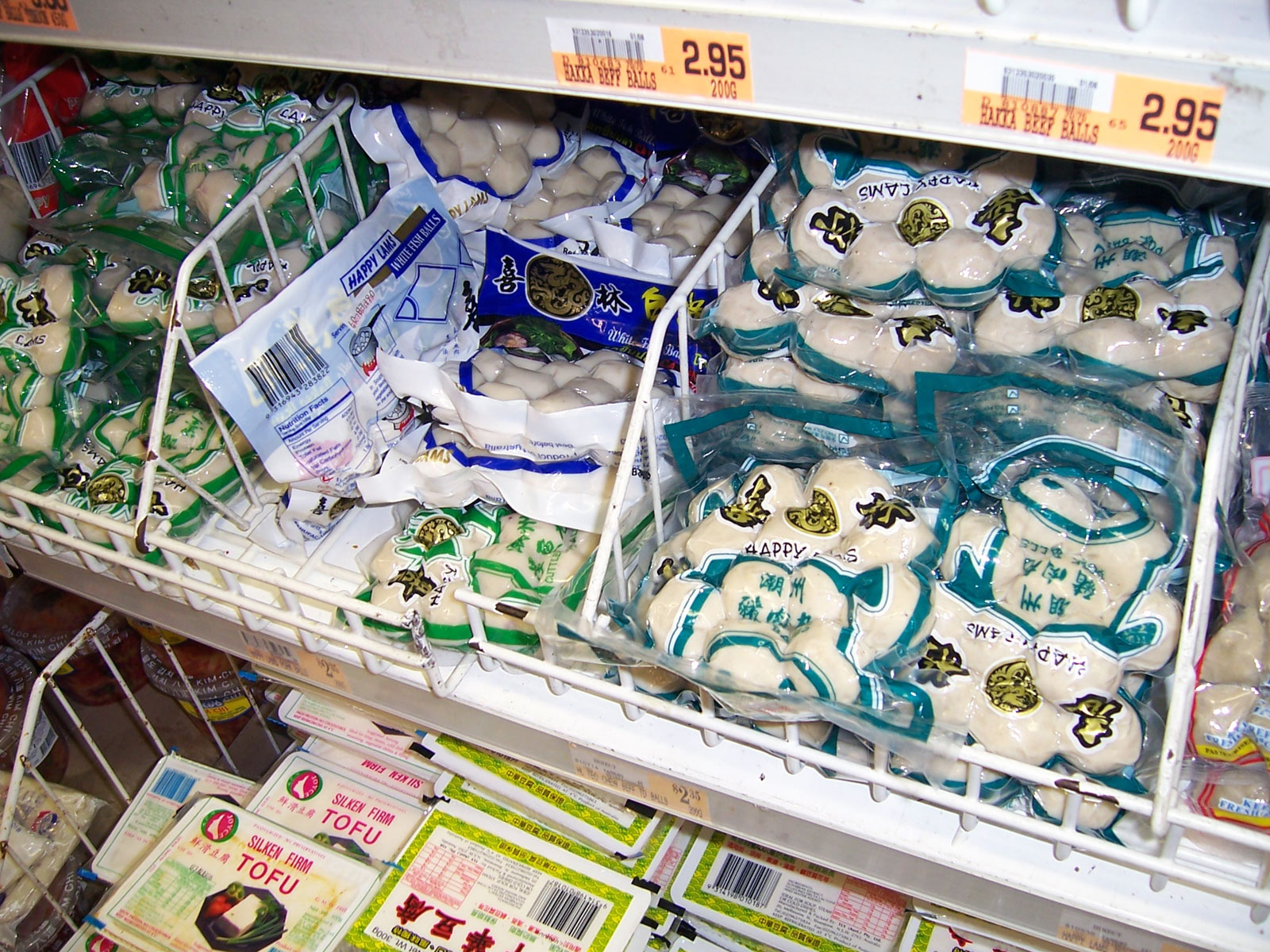
Nhiều loại thịt bò viên và cá viên Trung Quốc đóng gói, đông lạnh

- Tại Afghanistan, thịt viên được sử dụng như là một món ăn truyền thống với súp tự làm, hoặc được thực hiện với một nước sốt cà chua có thể bao gồm một số hạt mận tăng hương vị và được phục vụ với bánh mì hoặc cơm được gọi là Kofta-Chelou. Bây giờ có cả thịt viên nướng được đặt trên pizza.
- Trong tiếng Albania thịt viên chiên được gọi là qofte tế fërguara.
- Tại Vương quốc Anh, thịt heo viên được gọi là faggot. Faggot truyền thống được làm từ trái tim heo, gan và thịt bụng béo hoặc thịt xông khói băm nhỏ với nhau, với các loại thảo mộc được thêm vào cho thêm mùi thơm, và đôi khi có cả vụn bánh mì.
- Tại Ấn Độ, Thổ Nhĩ Kỳ và một số quốc gia Trung Đông, thịt viên được gọi là Kofta hay Kofte. Trong hình thức đơn giản, kofta thường là thịt bò hoặc thịt cừu băm hay nghiền nhỏ, trộn với gia vị và/hoặc hành tây. Thịt này thường được trộn với các nguyên liệu khác như gạo, lúa mì nấu chín (bulgur), rau, hoặc trứng. Koftas đôi khi được làm bằng cá hoặc rau hơn là thịt đỏ, đặc biệt là ở Ấn Độ. Các thứ ăn chay, như lauki kofta và Shahi aloo kofta, được phổ biến ở Ấn Độ. Chúng có thể được nướng, chiên, hấp, luộc hoặc ướp, và có thể được phục vụ với một nước sốt gia vị phong phú. như ở ở Bắc Phi, Địa Trung Hải, khu vực Balkan và Nam Á. Theo một nghiên cứu năm 2005 do một công ty thực phẩm tư nhân thực hiện, đã có 291 loại kofta khác nhau ở Thổ Nhĩ Kỳ, nơi mà nó rất phổ biến[5]. Ở các nước Ả Rập, kufta thường được có hình điếu xì gà dài và tròn.
- Tại Áo, thịt viên chiên được gọi là Fleischlaibchen hoặc Fleischlaberl.
- Tại Ba Lan, chúng được gọi là pulpety hoặc klopsy  và thường được nấu chín với một loạt các nước sốt (chẳng hạn như cà chua hoặc các loại nước thịt trộn với bột mì, cũng như nước sốt nấm rừng) với cơm, khoai tây. Pulpety hoặc klopsy thường được làm từ thịt trộn với hành tây và trứng, hoặc vụn bánh mì hoặc lúa mì ngâm trong sữa hoặc nước.
- Tại Bỉ, thịt viên được gọi là ballekes hoặc bouletten tại Flanders, và thường được làm bằng một hỗn hợp của thịt bò và thịt heo với vụn bánh mì và củ hành tây thái lát. Nhiều biến thể khác tồn tại, bao gồm các loại khác nhau của thịt và rau băm nhỏ.

- Tại Bồ Đào Nha và Brasil, thịt viên được gọi là almôndegas. Thường được ăn với nước sốt cà chua và mì ống.
- Trong ẩm thực Đan Mạch thịt viên được gọi là frikadeller và thường được chiên bằng chảo, và chúng thường được làm từ thịt lợn, thịt bò con, hành tây, trứng, muối và hạt tiêu.
- Tại Đức, thịt heo viên chủ yếu được biết đến như loại nhỏ Fleischklößchen hay lớn như Frikadelle, Fleischpflanzerl, Bulette hoặc Klopse. Một biến thể rất nổi tiếng của thịt viên là Königsberger Klopse, có chứa cá cơm hoặc cá trích (Herring) muối, và được ăn kèm với sốt.
- Tại Hà Lan, thịt viên được gọi là gehaktbal, và thường được ăn kèm với khoai tây luộc và rau quả. Sự kết hợp này đã trở thành món ăn phổ biến nhất trong các hộ gia đình Hà Lan trong nhiều năm.
- Tại Hungary, cũng như vùng lãnh thổ từ các nước láng giềng Hungary, thịt viên được gọi là fasirt hoặc fasirozott có thể đến từ từ ngữ Áo-Đức faschierte Laibchen. Ngoài ra májgombóc (bánh bao gan) là phổ biến trong súp.
- Hy Lạp, thịt viên chiên được gọi là keftédes (κεφτέδες) và thường  pha trộn với bánh mì, hành tây và lá bạc hà. Thịt viên hầm được gọi là yuvarlákia (γιουβαρλάκια: từ ngôn ngữ Thổ Nhĩ Kỳ, trong tiếng Thổ Nhĩ Kỳ, từ yuvarlak, có nghĩa là "tròn") và thường bao gồm số lượng nhỏ gạo.
- Tại Indonesia, thịt viên được gọi là bakso hấp hay luộc và thường bày trong một cái bát, như với súp, mì, hủ tiếu, đậu phụ, trứng, nhân thịt bánh bao, và Hoành thánh chiên dòn và phổ biến trên khắp Indonesia, nhưng phổ biến nhất là bakso Solo và bakso Malang (được đặt tên cho thành phố Solo và Malang mà từ đó nó bắt nguồn). Tại Malang, bakso Bakar (bakso chiên) cũng rất phổ biến. Như hầu hết người Indonesia là người Hồi giáo, không ăn thịt heo, nên nói chung nó được làm từ thịt bò hoặc được trộn với thịt gà.
- Tại Iran, nếu thịt viên được hầm chín, được gọi là kufteh, còn nếu chiên (thường là thịt viên nhỏ), được gọi là "Kal-e gonjeshki" (nghĩa đen là "đầu chim sẻ"). Cả hai loại được tiêu thụ với bánh mì hoặc cơm. Thông thường, các loại thảo mộc được thêm vào, và kufteh, thường được trộn  với trứng luộc hoặc trái cây khô. Có ít nhất là 10 loại thịt viên, nổi tiếng nhất là kufteh tabrizi, truyền thống từ Tabriz ở tây bắc Iran.
- Tại Mỹ, thịt viên thường được phục vụ với mì spaghetti như mì spaghetti và thịt viên, một món ăn trong các món ăn Ý, đồng hóa từ người nhập cư Ý đến từ miền nam Ý đầu thế kỷ 19. Theo thời gian, các món ăn trong cả hai nền văn hóa đã biến cải và hòa hợp với nhau. Tại miền nam Hoa Kỳ, thịt nai hoặc thịt bò cũng thường được pha trộn với gia vị và nướng vào thịt viên lớn có thể được bày như món ăn khai vị dẫn đầu. Thịt viên như Frikadelle của Đức cũng thông dụng trong các hamburger.
- Tại Na Uy, thịt viên được gọi là kjøttkaker ("bánh thịt") và giống với frikadeller Đan Mạch, nhưng chúng thường được làm từ thịt bò. Món này thường đi chung với khoai luộc, bánh mứt hoặc  đậu Hà Lan hầm.
- Tại Nhật Bản hanbāgu như hamburger, thường được làm bằng thịt bò, sữa ngâm  với vụn bánh mì, hành tây băm nhỏ, xào, và thường được ăn với nước sốt được làm từ nước sốt cà chua và nước sốt Worcestershire. Phong cách thịt bò viên Trung Quốc cũng rất phổ biến.
- Tại Phần Lan, thịt viên (lihapullat) được thực hiện với thịt bò hoặc một hỗn hợp của thịt bò và thịt heo, hoặc ngay cả với thịt nai, trộn với vụn bánh mì và hành tây thái nhỏ ngâm trong sữa. Chúng được tẩm với hạt tiêu trắng và muối. Theo truyền thống, thịt viên thường được phục vụ với nước thịt, khoai tây luộc (hoặc khoai tây nghiền), bánh mứt dâu, và đôi khi dưa chuột ngâm.
- Tại Philippin, thịt viên được gọi là almondigas hoặc Bola-Bola, và thường được phục vụ trong một bát canh với bún hay miến được gọi là misua, bí nướng, tỏi và thịt heo
- Tại România, thịt viên được gọi là chiftele và pârjoale và thường được chiên và được thực hiện với thịt heo, thịt gia cầm, ẩm bánh mì ẩm và tỏi. Chiftele nhỏ hơn và chứa nhiều thịt hơn.

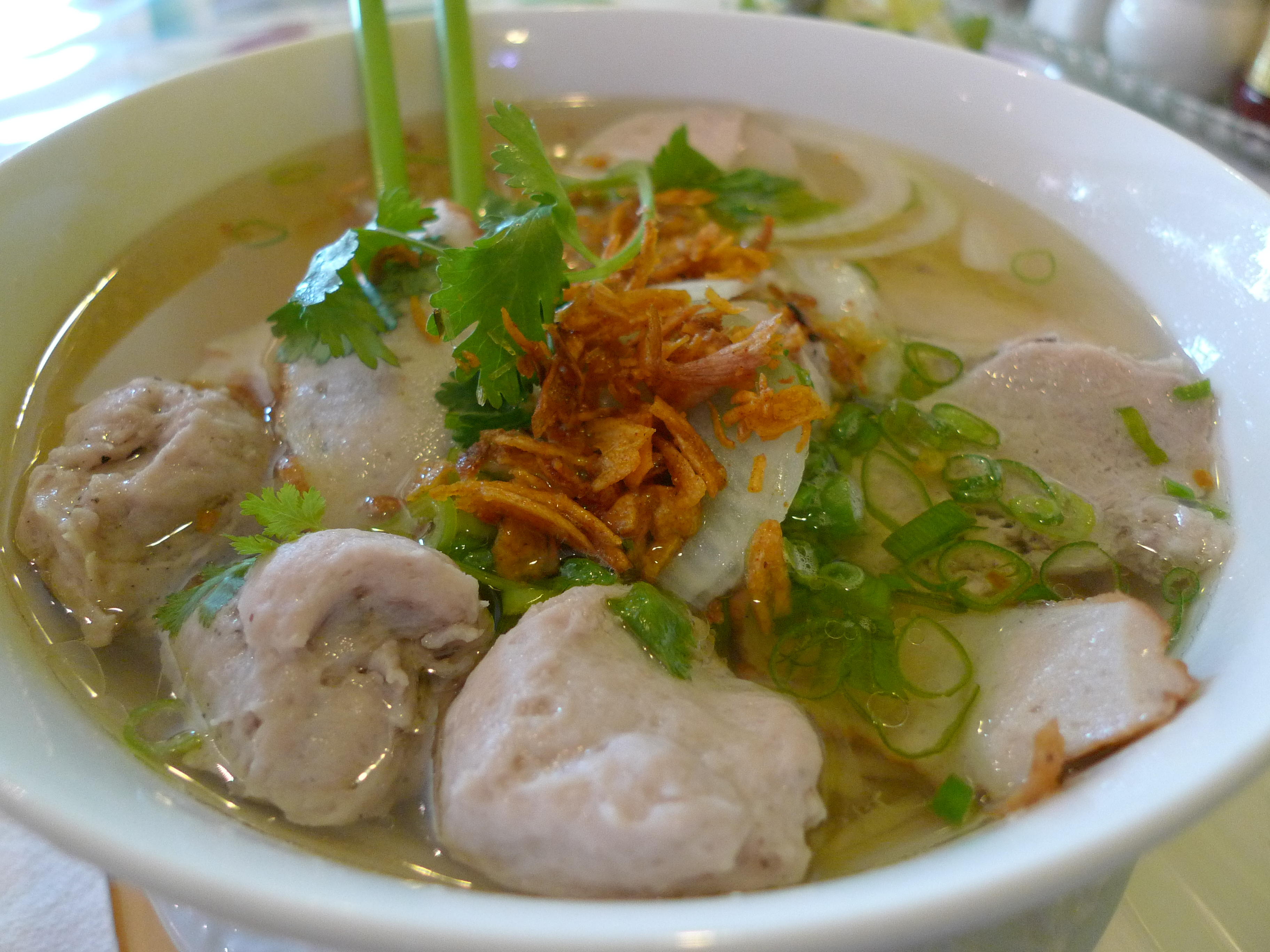
Bún mọc của Việt Nam

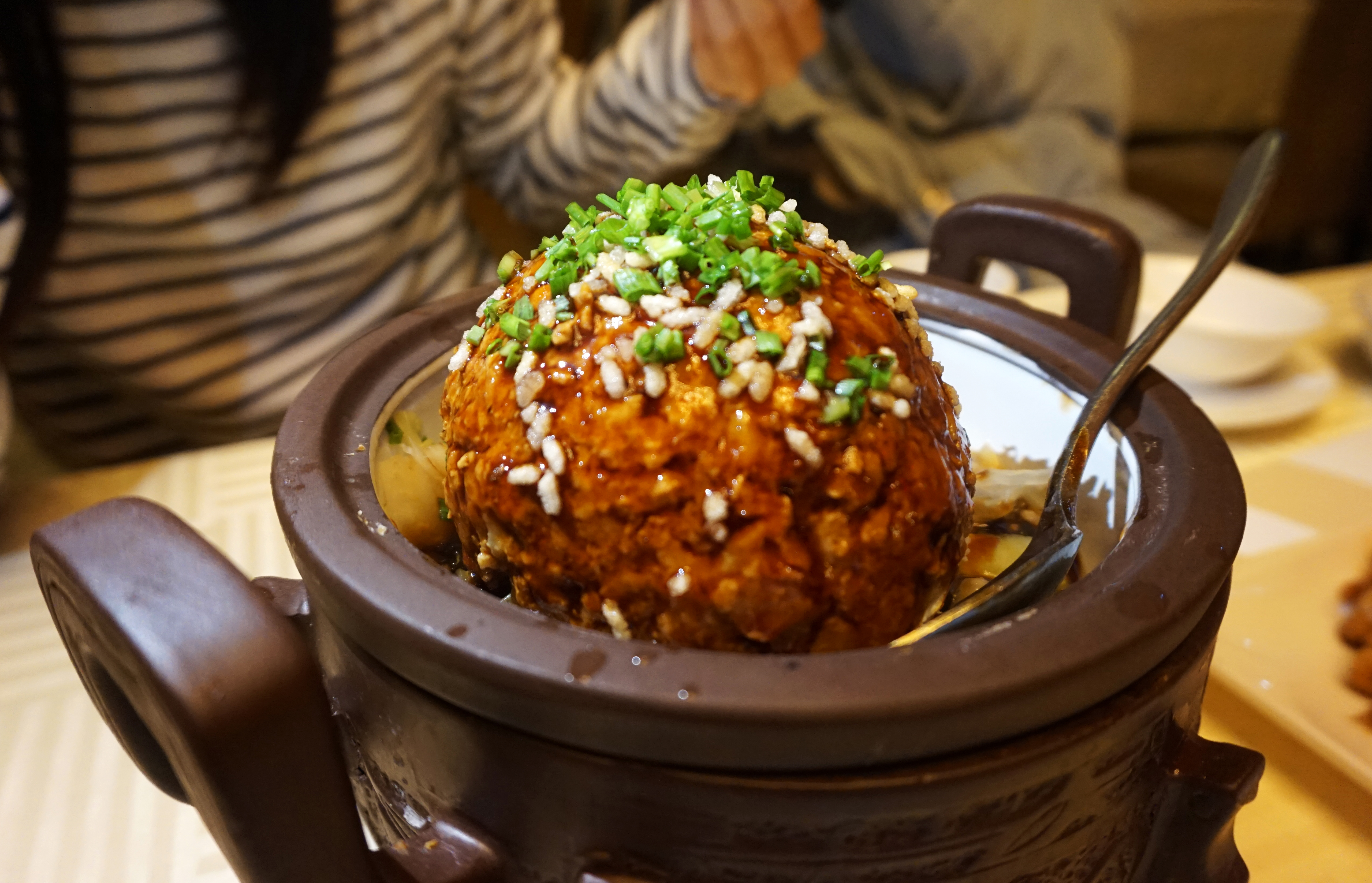
Món "đầu sư tử" tại Trung Quốc

- Tại Tây Ban Nha và châu Mỹ La tinh, thịt viên được gọi là albóndigas, xuất phát từ tiếng Ả Rập "al-bunduq" (hạt dẻ hay vật nhỏ và tròn). Albóndigas được cho là có nguồn gốc là món ăn Ả Rập nhập khẩu vào Tây Ban Nha trong thời gian của Hồi giáo cai trị. Tây Ban Nha "albóndigas" có thể được phục vụ như là một món khai vị hoặc món chính, thường trong nước sốt cà chua, trong khi  albóndigas của México thường được phục vụ trong một tô canh với một nước dùng và các loại rau.
- Trong ẩm thực Thụy Điển, köttbullar (thịt viên) được làm từ thịt bò hoặc kết hợp với thịt heo, và đôi khi thịt bê trộn với vụn bánh mì ngâm trong sữa và hành chiên thái nhỏ, một số nước dùng, và, đôi khi kem. Thịt viên thường đã tẩm với hạt tiêu trắng hoặc tiêu và muối[6]
- Trong Ẩm thực Trung Quốc thịt viên (đặc biệt là một món ăn phổ biến ở Thượng Hải) thường làm bằng thịt heo và thường được hấp hoặc đun sôi, hoặc là bổ sung với xì dầu. Thịt viên lớn, được gọi là đầu sư tử (獅子頭), có thể có kích thước từ 5 cm đến 10 cm đường kính. Nhỏ hơn, được gọi là thịt heo viên, được sử dụng trong súp hay bún. Thịt viên hấp trong Ẩm thực Quảng Đông biến thể, được làm bằng thịt bò và phục vụ như là một món ăn điểm tâm (xíu mại trong dim sum). Một món ăn tương tự được gọi là thịt bò viên, và cá viên được làm từ cá nghiền thành bột. Ở miền bắc Trung Quốc, thịt viên lớn không đều được làm từ thịt băm và bột chiên và ăn trong những dịp đặc biệt.
- Trong Ẩm thực Việt Nam, thịt viên ("thịt viên", "thịt bò viên", "cá viên") có thể được sử dụng như một thành phần trong phở, hủ tiếu. Nó cũng là phổ biến để nấu thịt viên sốt cà chua, với hành tây thái nhỏ và ớt được thêm vào trước khi ăn. Trong bún chả (một đặc sản Việt Nam), thịt viên nướng được thành "chả" (tẩm giấm, đường, tỏi, ớt) và ăn với bún, hay là bún mọc có giò sống vo viên.
- Tại Ý, thịt viên được gọi là polpette, và nói chung là ăn như một món chính hoặc trong một món súp. Các thành phần chính của một thịt viên Ý là: thịt bò hoặc thịt heo và đôi khi gà tây, muối, hạt tiêu đen, tỏi băm nhỏ, dầu ô liu, phô mai Romano, trứng, vụn bánh mì và mùi tây, cuốn trộn bằng tay đến một kích thước bằng quả bóng golf. Tại  tỉnh Teramo, thịt viên thường có kích thước bằng viên bi, và được gọi là polpettine.

## Hình ảnh
Vài món ăn và cách trình bày với thịt viên khắp thế giới

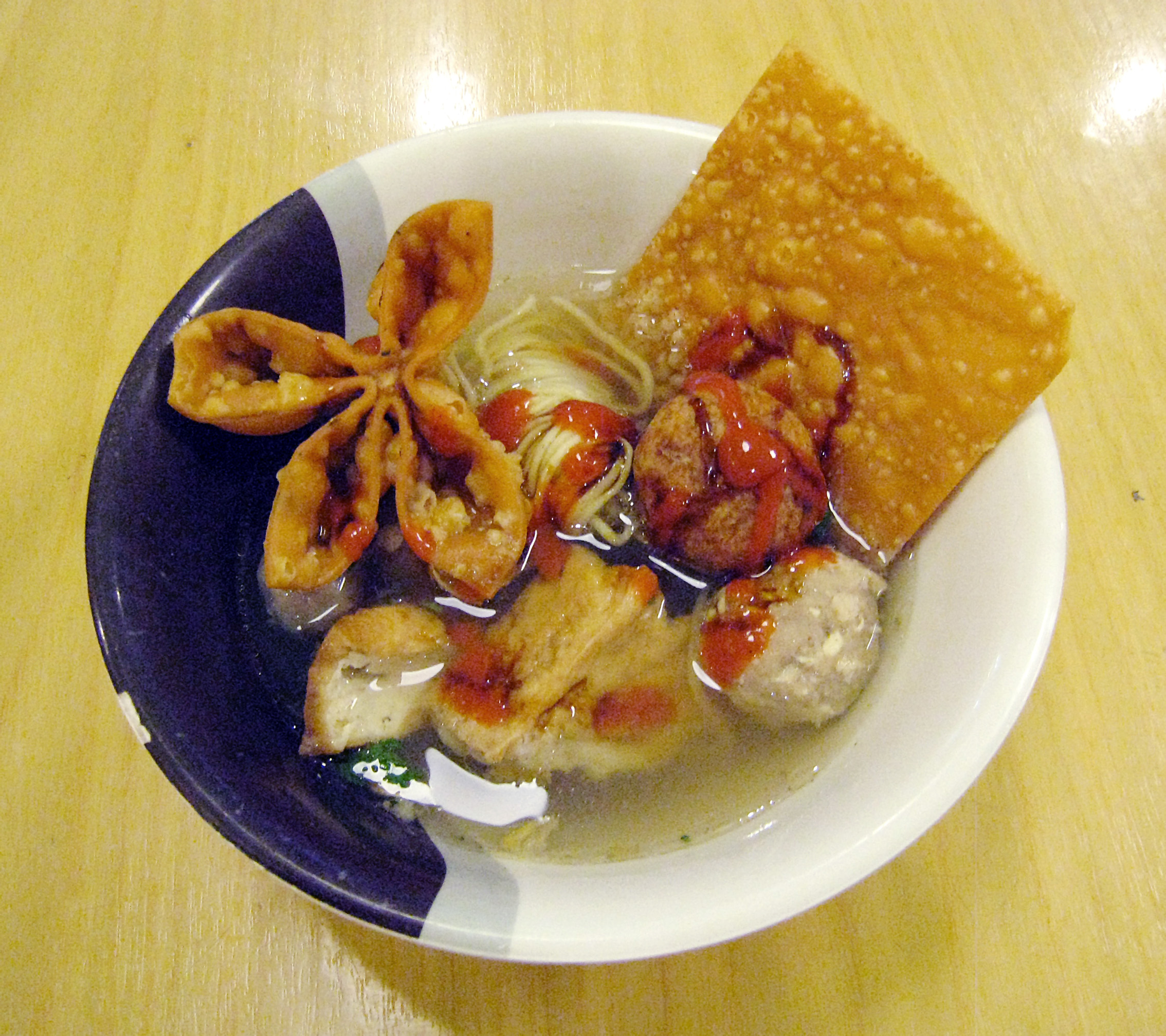
mì bakso Malang ở Indonesia
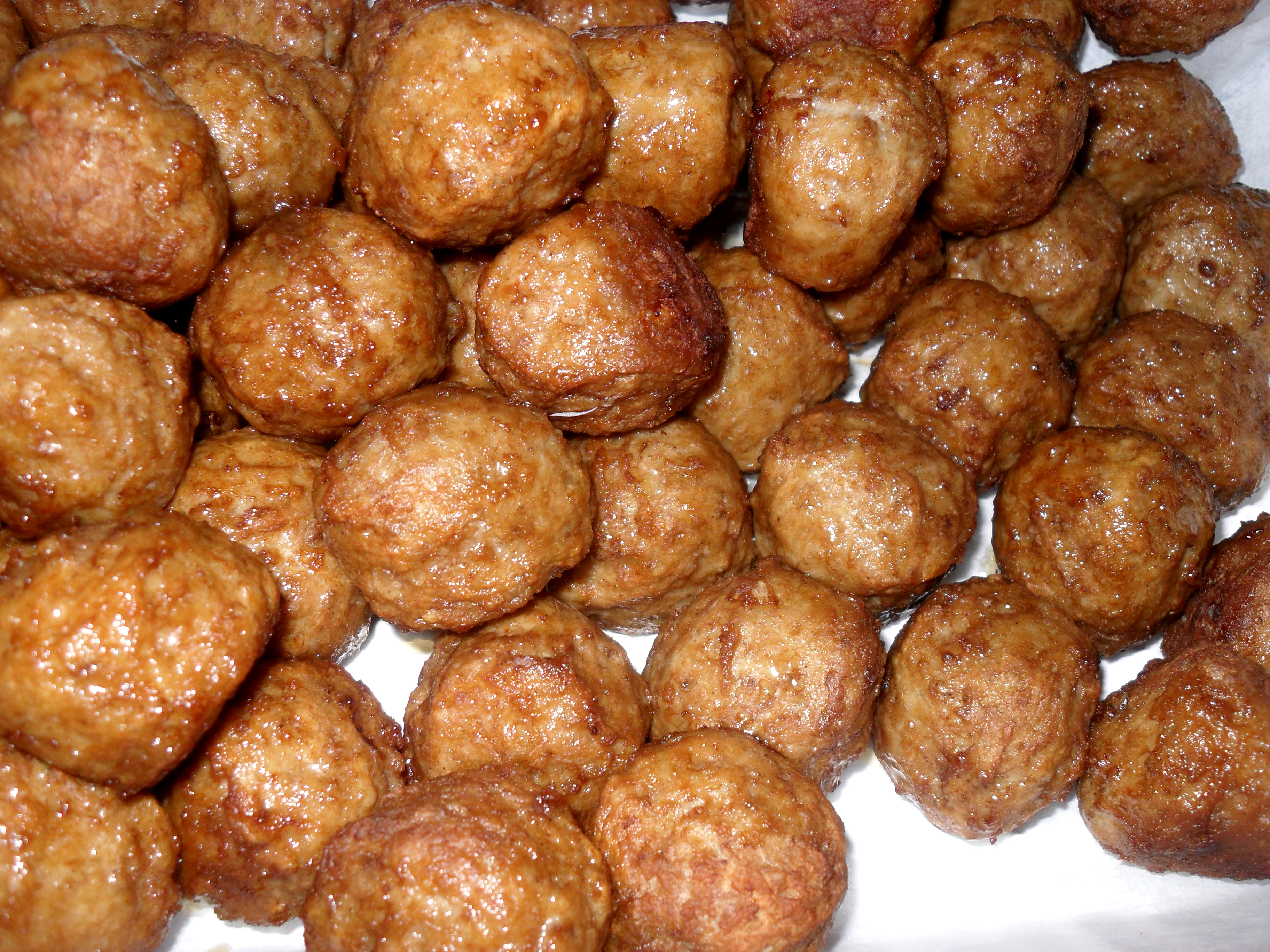
Köttbullar chiên của Thụy Điển
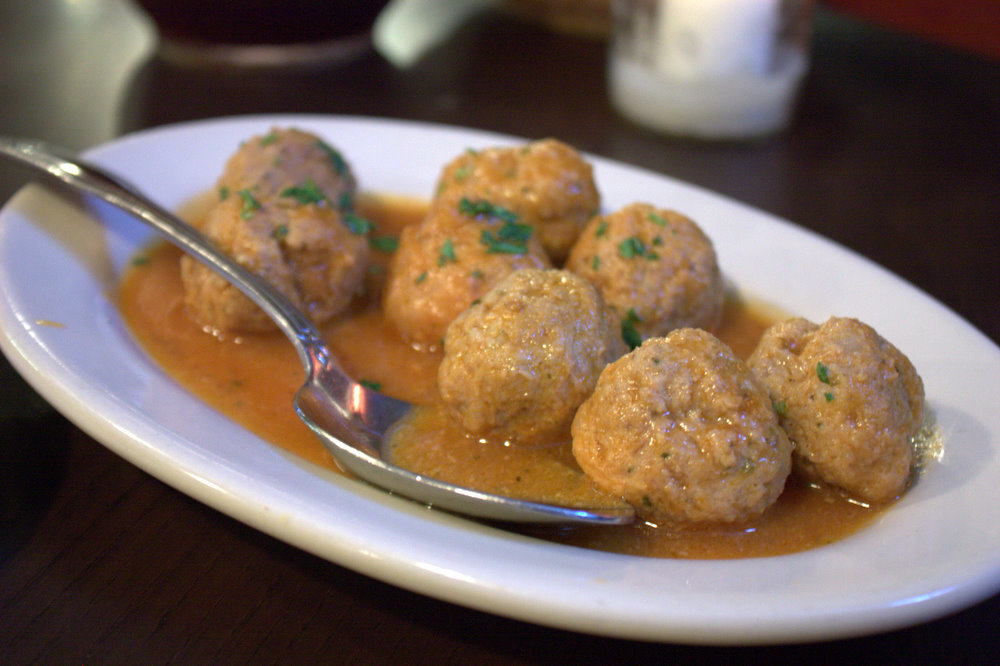
albóndigas, ở Manhattan.
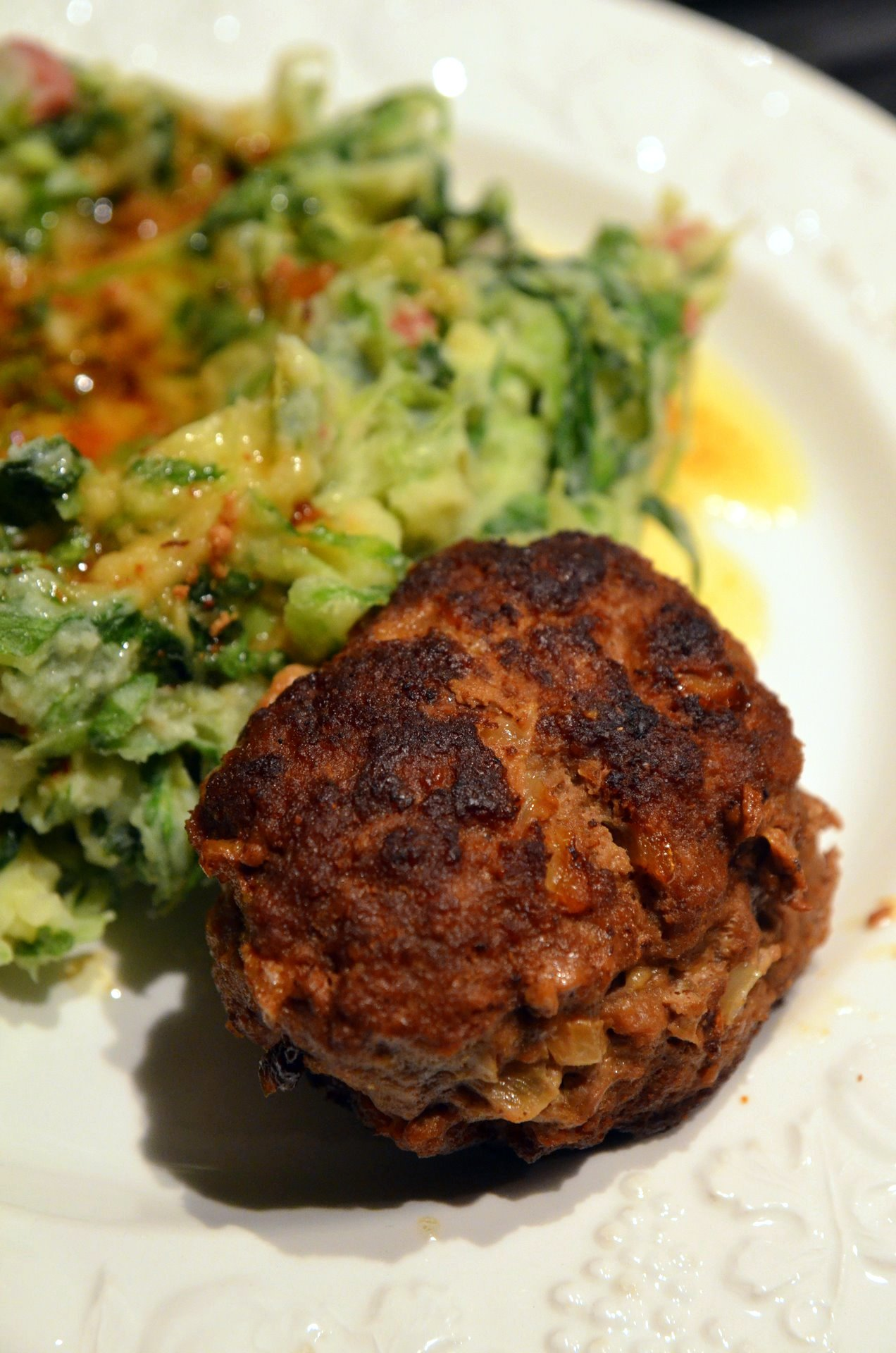
gehaktbal ở Hà Lan.
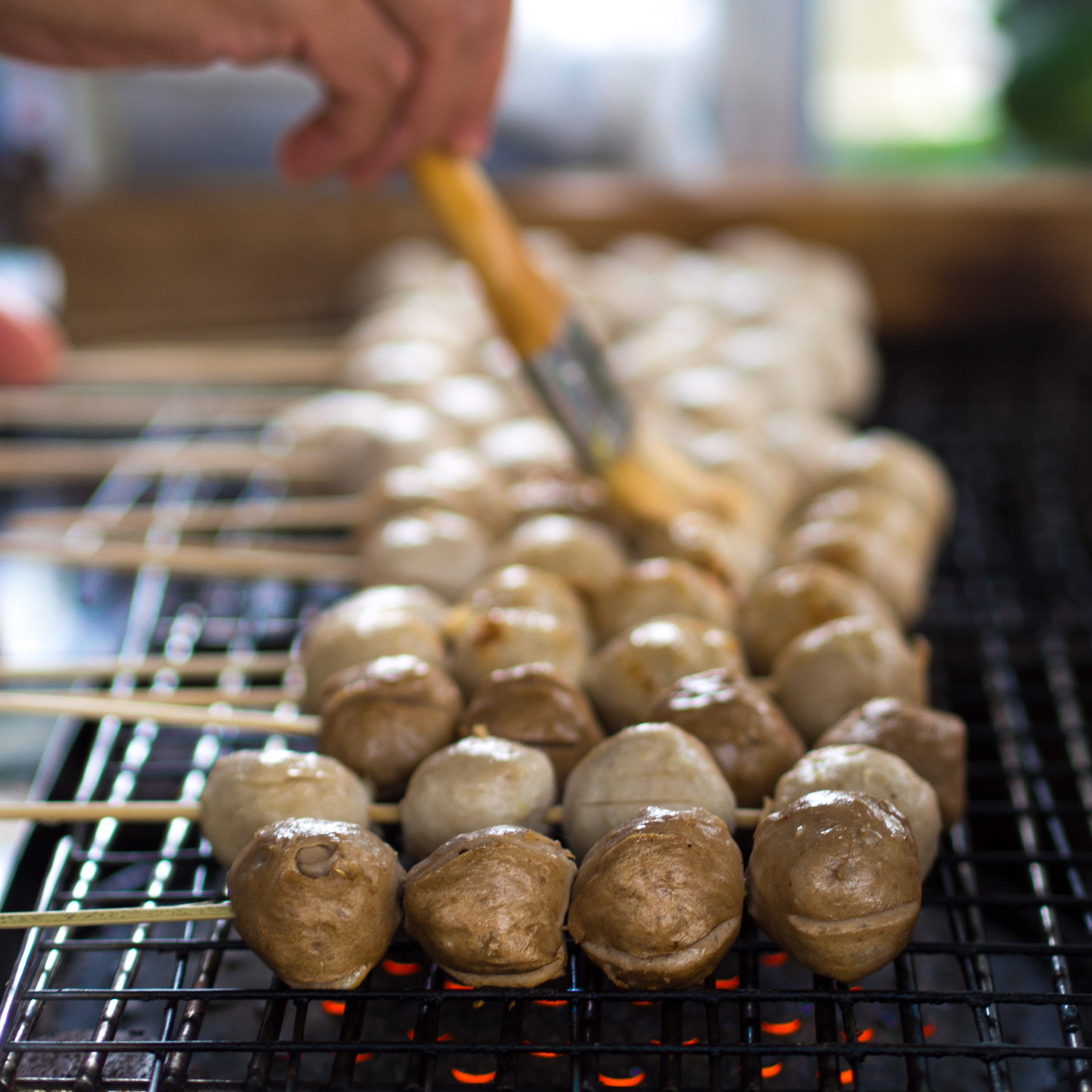
Thịt viên chiên (Luk chin ping (tiếng Thái: ลูกชิ้นปิ้ง)) với thịt heo (màu nhạt) và thịt bò (màu đậm) được bán tại  Chiang Mai
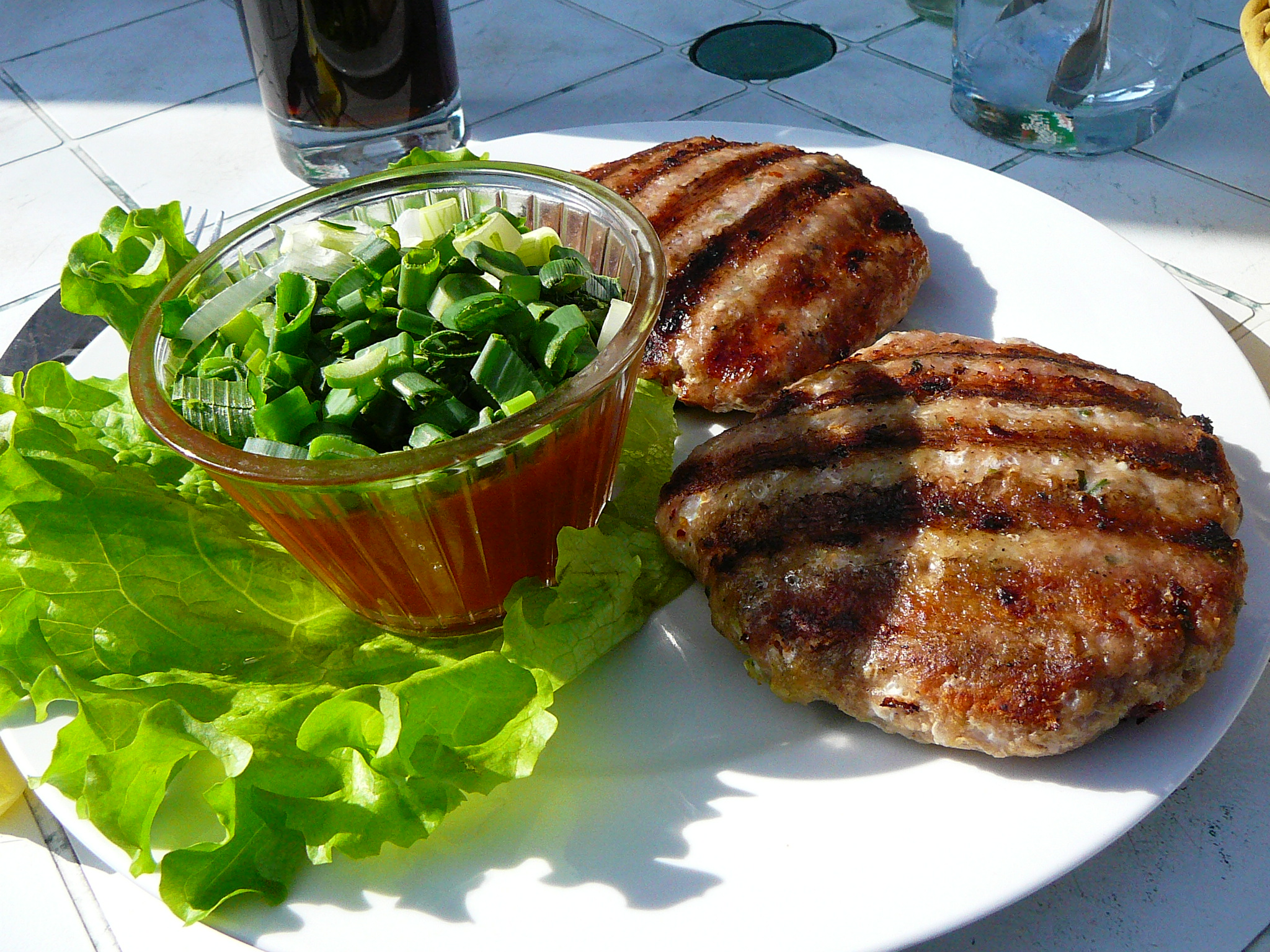
Tatarsko kufte ở Bungari
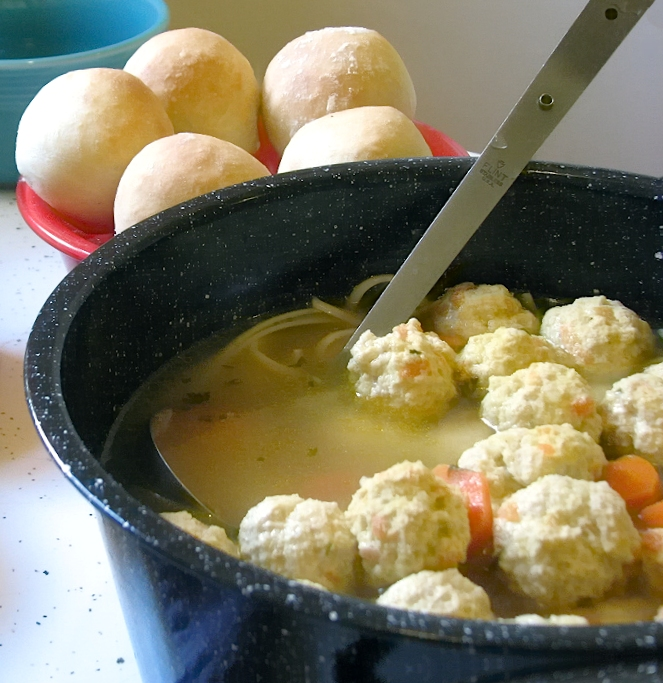
"Súp đám cưới" (Hochzeitssuppe) món súp truyền thống với thịt viên của Đức
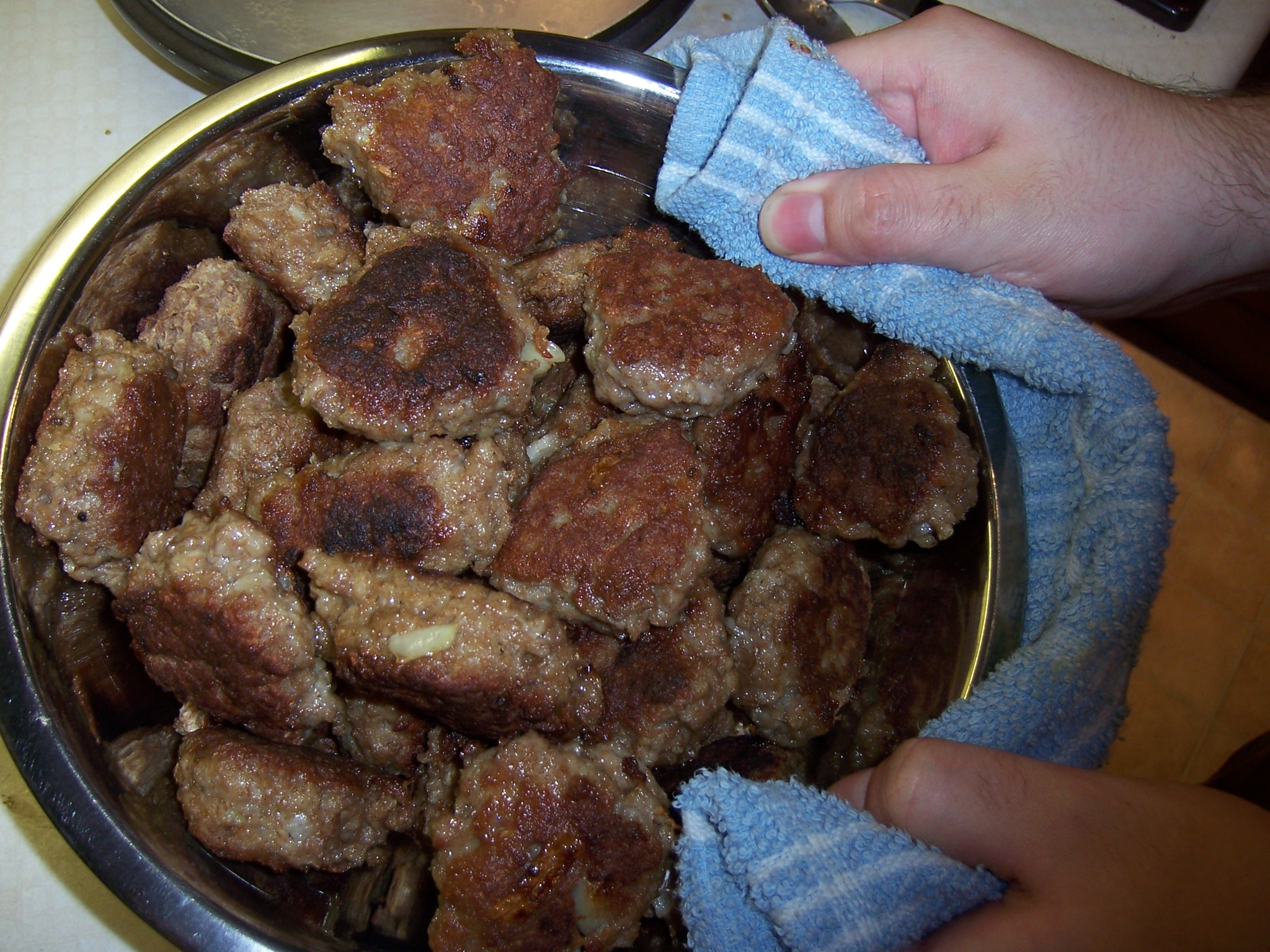
Thịt heo viên chiên, gọi là Frikadeller ở Đan Mạch và Frikadelle ở Đức
Königsberger Klopse ở Đức
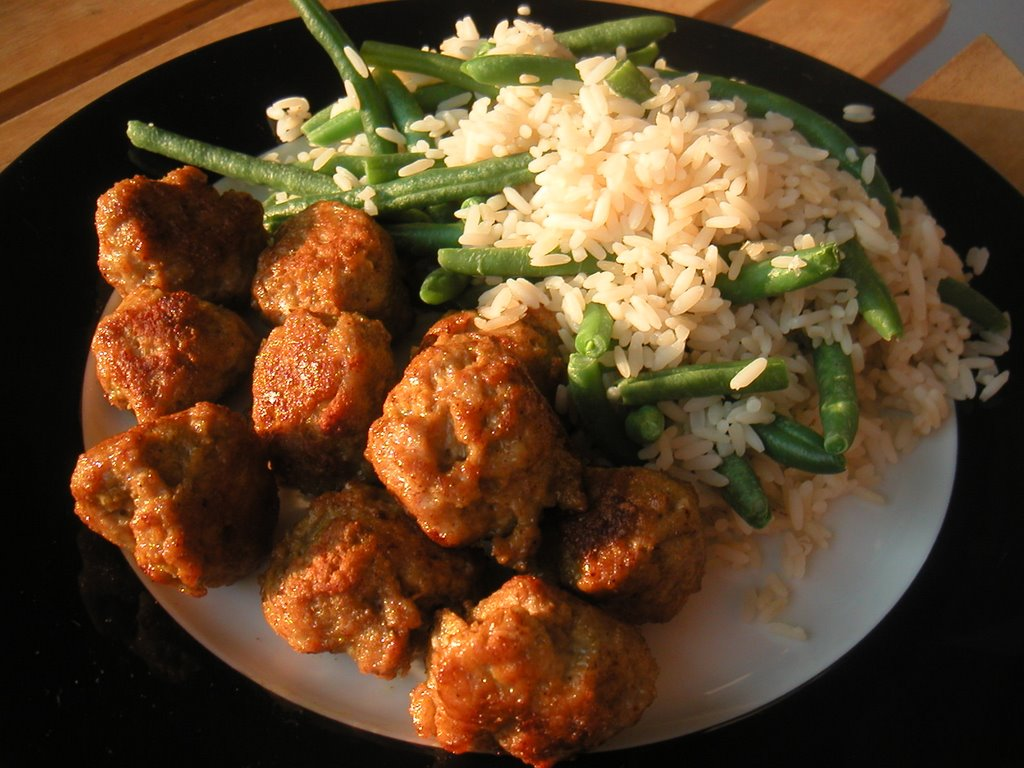
Kyllingefrikadeller, thịt gà viên với cơm và đậu ở Đan Mạch
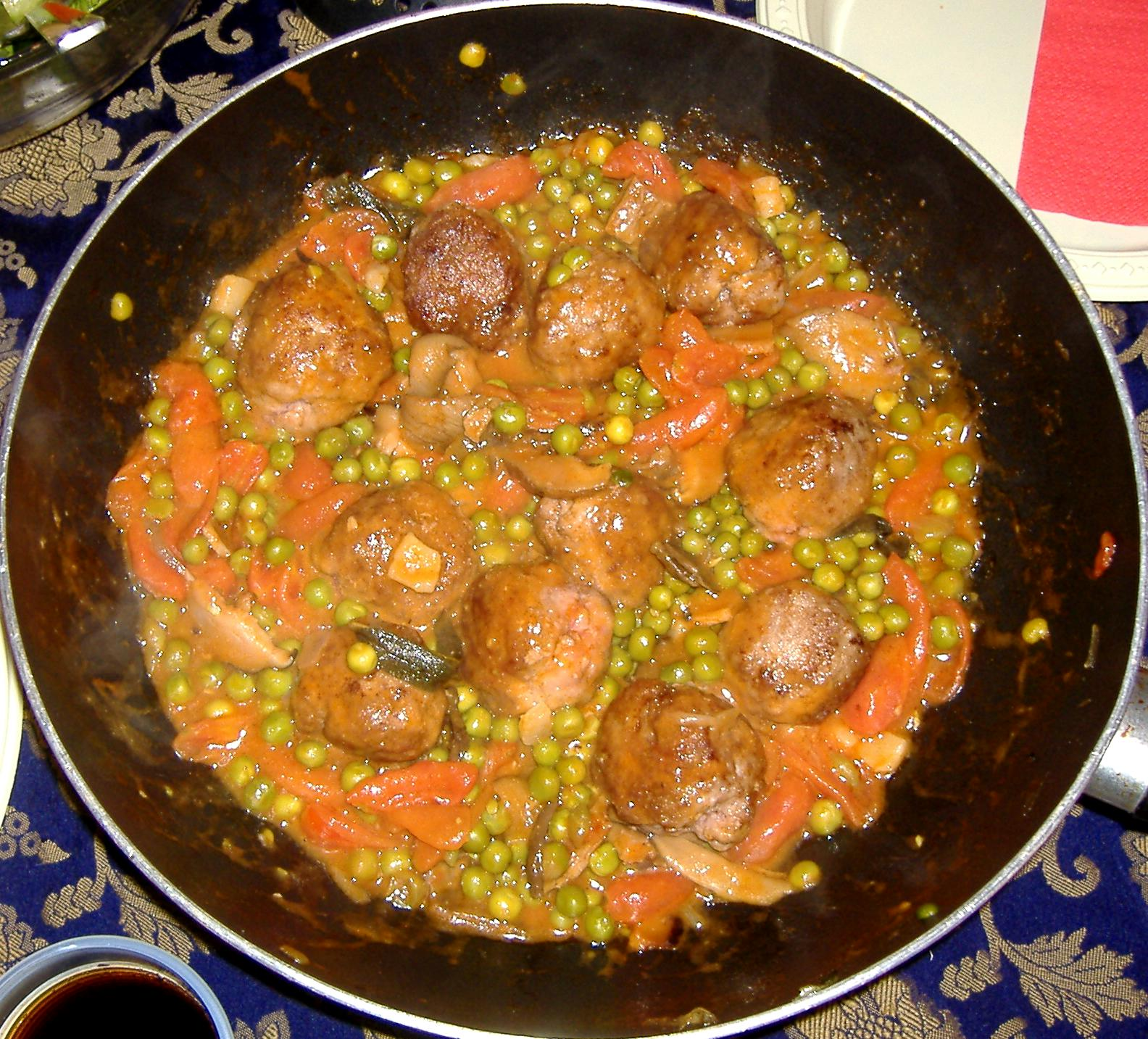
Polpette, Thịt viên hầm với đậu Hà Lan và ớt chuông ở Ý
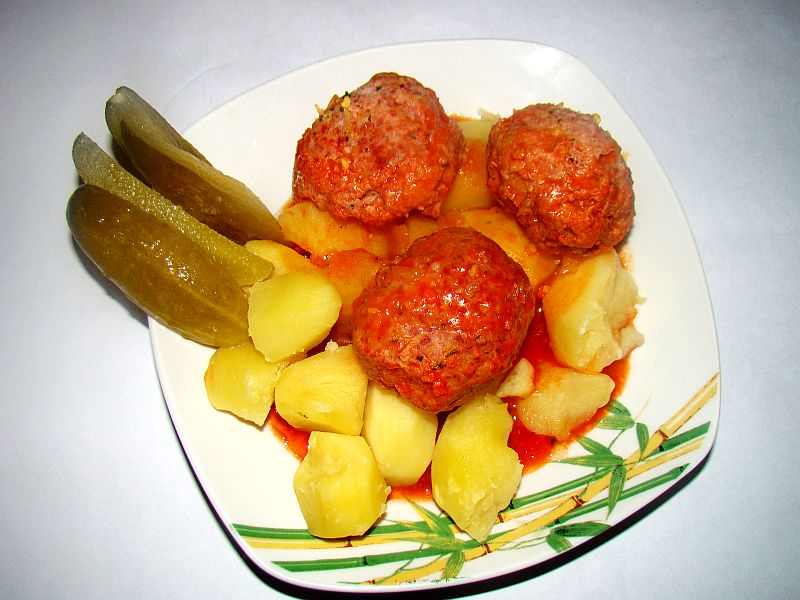
Klopsy ở Ba Lan
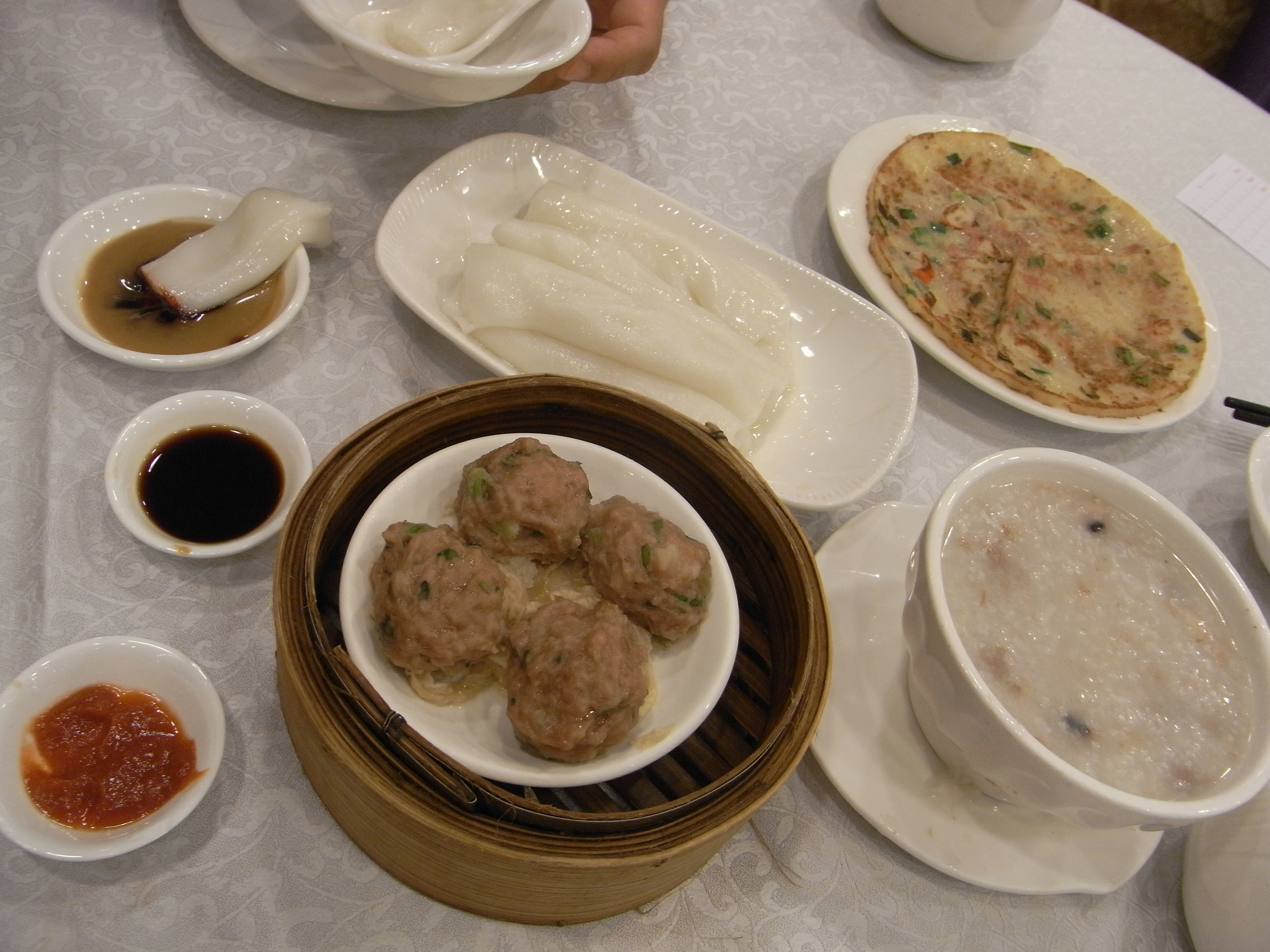
Xíu mại
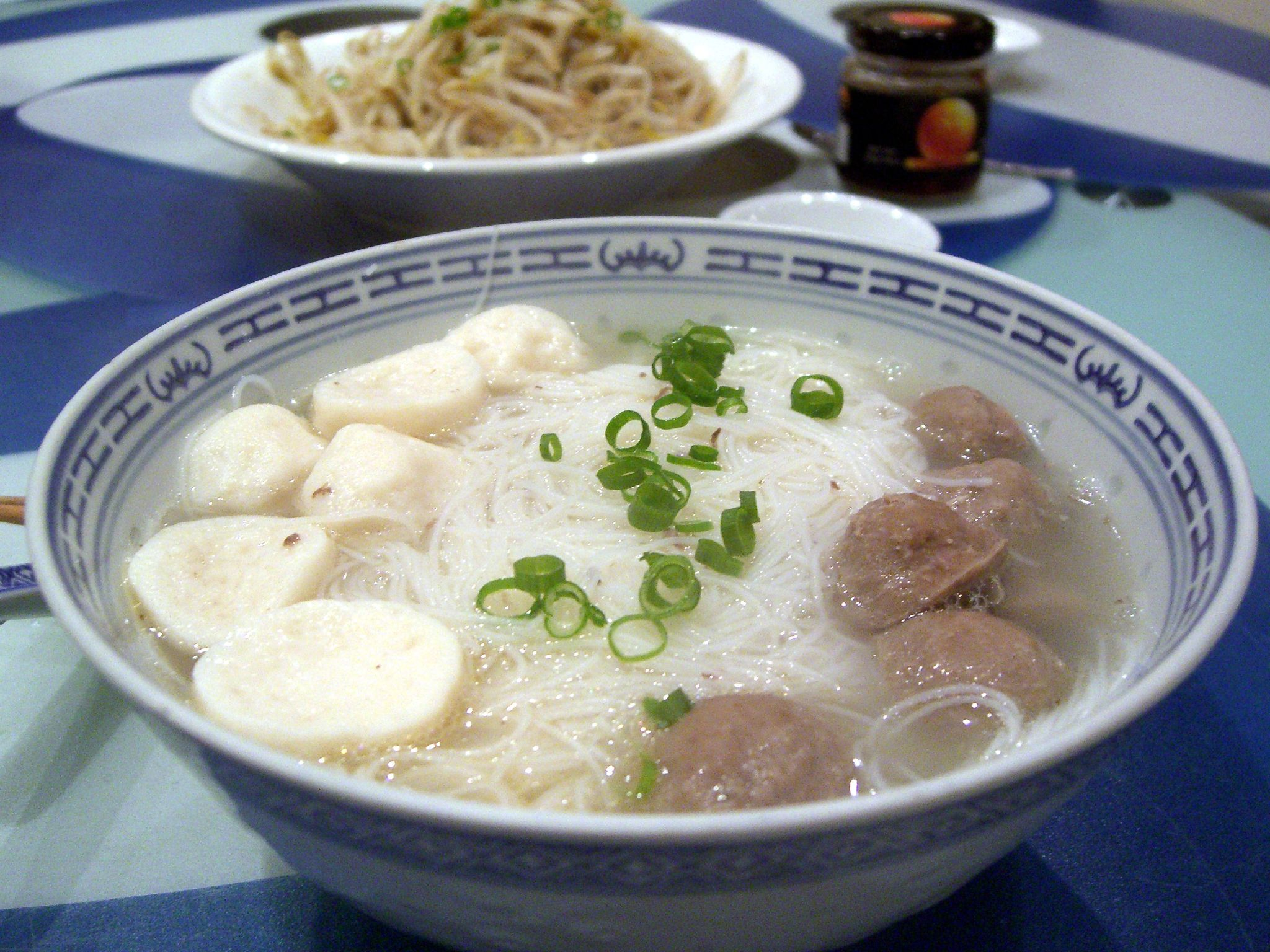
Hủ tiếu với Bò viên và cá viên
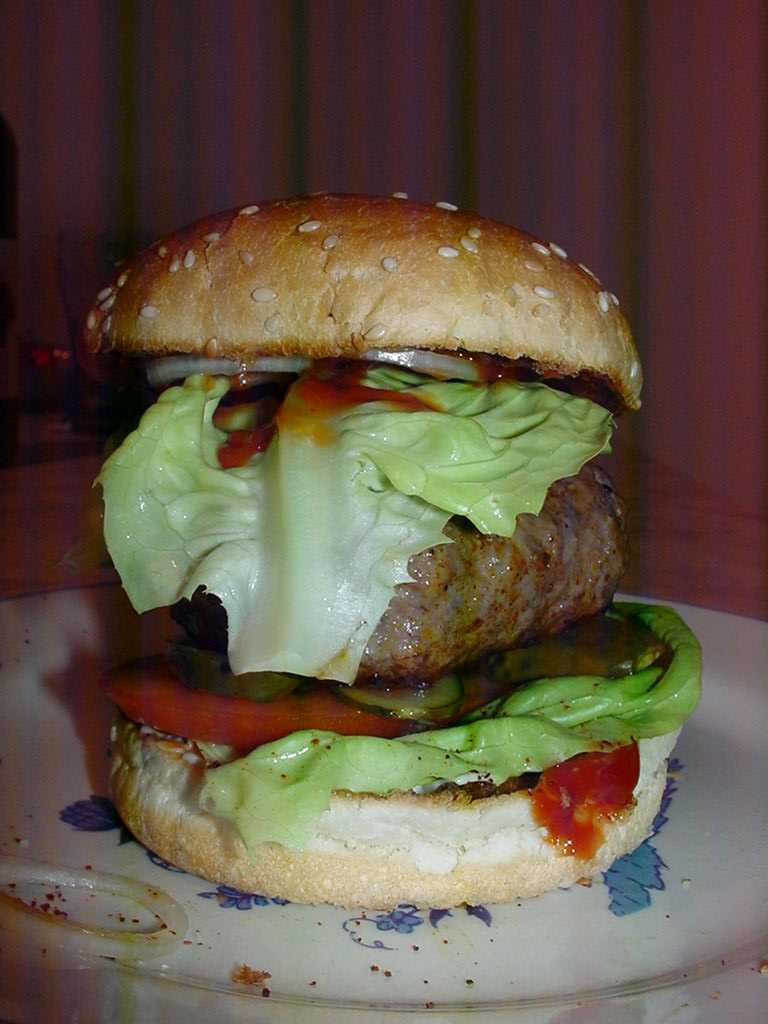
Hamburger
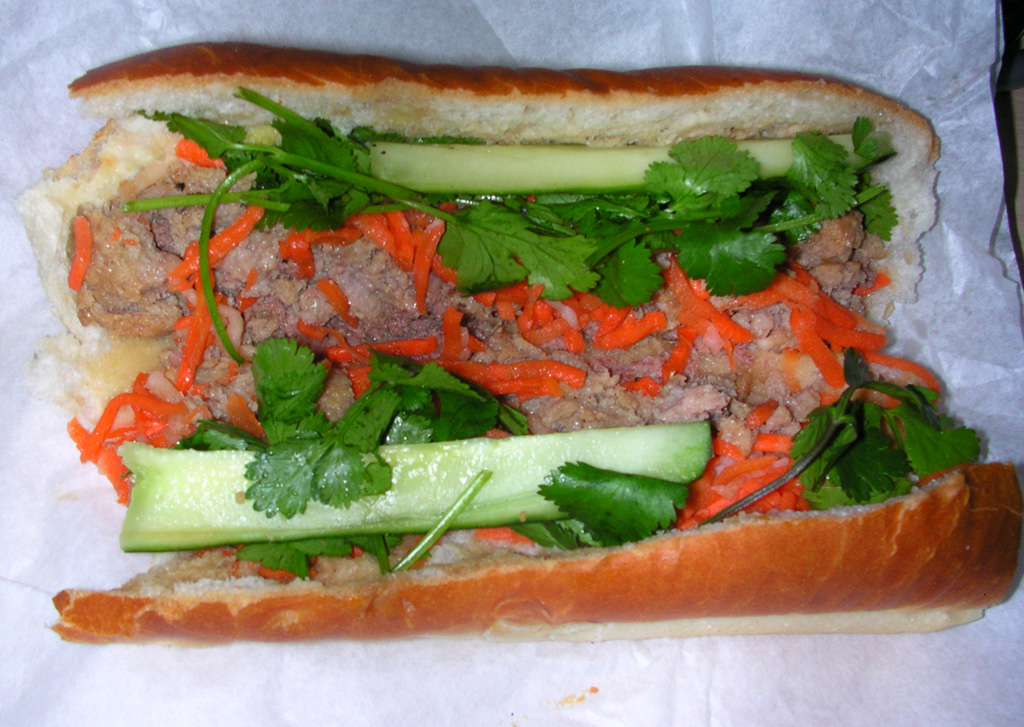
Bánh mì xíu mại Việt Nam, bán tại Houston